# August Schmitz
August Schmitz, född 25 mars 1851 i Meschede, Westfalen, död 18 mars 1935 i Malmö, var en tysk-svensk industriman, högerpolitiker och konsul. 
Schmitz var verkställande direktör för Malmö Yllefabriks AB (MYA) i Malmö 1874–1931, verkställande direktör och ledamot i styrelsen för Sydsvenska Kraft AB 1906–30, ledamot i styrelsen för Skånes Enskilda Bank 1906–10, i Skandinaviska Kreditaktiebolaget 1910–30,  i Kockums Mekaniska Verkstads AB från 1912 (ordförande där från 1921), Strömsnäs Bruk AB samt Fridafors Bruks AB.
Schmitz var ledamot av Malmö stadsfullmäktige 1899–1920, ledamot i styrelsen för Malmö stads gas- och elektricitetsverk 1898–1926 och vice ordförande i styrelsen för Malmö stads spårvägar 1908–26. Han var tysk konsul i Malmö 1903–35.
Schmitz gjorde sig känd för sina krav på arbetsdisciplin och ett hårdnackat motstånd mot fackföreningar. Han blev därigenom arbetarrörelsens fiende i Malmö. I hörnet av Malmborgsgatan och Stadt Hamburgsgatan finns än idag "Malmö Nya Arbetareförening" (1885), en byggnad för den arbetsgivarvänliga arbetareförening som Schmitz själv grundade. 
I hörnet av Lilla Nygatan och Malmborgsgatan finns "Malmborgen" (1898–99), en byggnad som han lät uppföra som sitt bostadshus. På fasaden kan ses monogrammet "AES" (August och Elisabeth Schmitz, född Buerbank 1863, död 1947) samt såväl den westfaliska hästen som den skånska gripen.
August Schmitz är begravd på Sankt Pauli mellersta kyrkogård i Malmö.